# John Dugan
John Dugan (Brazil, 7 febbraio 1953) è un attore statunitense, noto per aver interpretato il Nonno Sawyer nel film horror Non aprite quella porta del 1974 e nel sequel del 2013 Non aprite quella porta 3D.

## Filmografia
- Non aprite quella porta (The Texas Chain Saw Massacre), regia di Tobe Hooper (1974)
- Texas Chainsaw Massacre: A Family Portrait (1988)
- Non aprite quella porta IV (Texas Chainsaw Massacre: The Next Generation), regia di Kim Henkel (1994)
- Monstrosity (2007)
- Shudder (2007)
- Hell-ephone (2008)
- Butcher Boys, regia di Duane Graves e Justin Meeks (2012)
- Non aprite quella porta 3D (The Texas Chainsaw 3D), regia di John Luessenhop (2013)
- The Hospital (2013)
- Devils Ink (2016)
- Rock Paper Dead, regia di Tom Holland (2017)